# Арзвије
Арзвије (фр. Arzviller) насеље је и општина у североисточној Француској у региону Лорена, у департману Мозел која припада префектури Сарбур.
По подацима из 2011. године у општини је живело 543 становника, а густина насељености је износила 104,22 становника/km². Општина се простире на површини од 5,21 km². Налази се на средњој надморској висини од 320 метара (максималној 354 m, а минималној 273 m).

## Демографија
| 1962. | 1968. | 1975. | 1982. | 1990. | 1999. | 2011. |
| ----- | ----- | ----- | ----- | ----- | ----- | ----- |
| 494   | 507   | 486   | 544   | 508   | 516   | 543   |

График промене броја становника у току последњих година